# Liste des ministres italiens du Budget et de la Planification économique
Cet article dresse la liste des ministres italiens du Budget et de la Planification économique entre 1947 et 1998, période d'existence du ministère.

## Liste
| Ministre (Naissance–Décès)                                                        | Ministre (Naissance–Décès)                  | Mandat                             | Parti | Parti       | Gouvernement             |
| --------------------------------------------------------------------------------- | ------------------------------------------- | ---------------------------------- | ----- | ----------- | ------------------------ |
|                                                                                   | Luigi Einaudi (1874-1961)                   | 6 juin 1947 – 24 mai 1948          |       | PLI         | De Gasperi IV            |
|                                                                                   | Giuseppe Pella (1902-1981)                  | 24 mai 1948 – 19 janvier 1954      |       | DC          | De Gasperi V·VI·VII·VIII |
| Pella                                                                             | Giuseppe Pella (1902-1981)                  | 24 mai 1948 – 19 janvier 1954      |       | DC          |                          |
|                                                                                   | Ezio Vanoni (1903-1956)                     | 19 janvier 1954 – 16 février 1956  |       | DC          | Fanfani I                |
| Scelba                                                                            | Ezio Vanoni (1903-1956)                     | 19 janvier 1954 – 16 février 1956  |       | DC          |                          |
| Segni I                                                                           | Ezio Vanoni (1903-1956)                     | 19 janvier 1954 – 16 février 1956  |       | DC          |                          |
|                                                                                   | Adone Zoli (1887-1960)                      | 19 février 1956 – 2 juillet 1958   |       | DC          | Segni I                  |
| Zoli                                                                              | Adone Zoli (1887-1960)                      | 19 février 1956 – 2 juillet 1958   |       | DC          |                          |
|                                                                                   | Giuseppe Medici (1907-2000)                 | 2 juillet 1958 – 16 février 1959   |       | DC          | Fanfani II               |
|                                                                                   | Fernando Tambroni (par intérim) (1901-1963) | 16 février 1959 – 27 juillet 1960  |       | DC          | Segni II                 |
| Tambroni                                                                          | Fernando Tambroni (par intérim) (1901-1963) | 16 février 1959 – 27 juillet 1960  |       | DC          |                          |
|                                                                                   | Giuseppe Pella (1902-1981)                  | 27 juillet 1960 – 22 février 1962  |       | DC          | Fanfani III              |
|                                                                                   | Ugo La Malfa (1903-1979)                    | 22 février 1962 – 22 juin 1963     |       | PRI         | Fanfani IV               |
|                                                                                   | Giuseppe Medici (1907-2000)                 | 22 juin 1963 – 5 décembre 1963     |       | DC          | Leone I                  |
|                                                                                   | Antonio Giolitti (1915-2010)                | 5 décembre 1963 – 23 juillet 1964  |       | PSI         | Moro I                   |
|                                                                                   | Giovanni Pieraccini (1918-2017)             | 23 juillet 1964 – 25 juin 1968     |       | PSI         | Moro II·III              |
|                                                                                   | Emilio Colombo (par intérim) (1920-2013)    | 25 juin 1968 – 13 décembre 1968    |       | DC          | Leone II                 |
|                                                                                   | Luigi Preti (1914-2009)                     | 13 décembre 1968 – 6 août 1969     |       | PSDI        | Rumor I                  |
|                                                                                   | Giuseppe Caron (1904-1998)                  | 6 août 1969 – 28 mars 1970         |       | DC          | Rumor II                 |
|                                                                                   | Antonio Giolitti (1915-2010)                | 28 mars 1970 – 18 février 1972     |       | PSI         | Rumor III                |
| Colombo                                                                           | Antonio Giolitti (1915-2010)                | 28 mars 1970 – 18 février 1972     |       | PSI         |                          |
|                                                                                   | Paolo Emilio Taviani (1912-2001)            | 18 février 1972 – 8 juillet 1973   |       | DC          | Andreotti I·II           |
|                                                                                   | Antonio Giolitti (1915-2010)                | 8 juillet 1973 – 23 novembre 1974  |       | PSI         | Rumor IV·V               |
|                                                                                   | Giulio Andreotti (1919-2013)                | 23 novembre 1974 – 30 juillet 1976 |       | DC          | Moro IV·V                |
|                                                                                   | Tommaso Morlino (1925-1983)                 | 30 juillet 1976 – 21 mars 1979     |       | DC          | Andreotti III·IV         |
|                                                                                   | Ugo La Malfa (1903-1979)                    | 21 mars 1979 – 26 mars 1979        |       | PRI         | Andreotti V              |
|                                                                                   | Bruno Visentini (1914-1995)                 | 26 mars 1979 – 5 août 1979         |       | PRI         | Andreotti V              |
|                                                                                   | Beniamino Andreatta (1928-2007)             | 5 août 1979 – 4 avril 1980         |       | DC          | Cossiga I                |
|                                                                                   | Giorgio La Malfa (1939)                     | 4 avril 1980 – 1er décembre 1982   |       | PRI         | Cossiga II               |
| Forlani                                                                           | Giorgio La Malfa (1939)                     | 4 avril 1980 – 1er décembre 1982   |       | PRI         |                          |
| Spadolini I·II                                                                    | Giorgio La Malfa (1939)                     | 4 avril 1980 – 1er décembre 1982   |       | PRI         |                          |
|                                                                                   | Guido Bodrato (1933)                        | 1er décembre 1982 – 4 août 1983    |       | DC          | Fanfani V                |
|                                                                                   | Pietro Longo (1935)                         | 4 août 1983 – 13 juillet 1984      |       | PSDI        | Craxi I                  |
|                                                                                   | Bettino Craxi (par intérim) (1934-2000)     | 13 juillet 1984 – 30 juillet 1984  |       | PSI         | Craxi I                  |
|                                                                                   | Pier Luigi Romita (1924-2003)               | 30 juillet 1984 – 18 avril 1987    |       | PSDI        | Craxi I·Craxi II         |
|                                                                                   | Giovanni Goria (par intérim) (1943-1994)    | 18 avril 1987 – 29 juillet 1987    |       | DC          | Fanfani VI               |
|                                                                                   | Emilio Colombo (1920-2013)                  | 29 juillet 1987 – 13 avril 1988    |       | DC          | Goria                    |
|                                                                                   | Amintore Fanfani (1909-1999)                | 13 avril 1988 – 23 juillet 1989    |       | DC          | De Mita                  |
|                                                                                   | Paolo Cirino Pomicino (1939)                | 23 juillet 1989 – 28 juin 1992     |       | DC          | Andreotti VI·VII         |
|                                                                                   | Franco Reviglio (1935)                      | 28 juin 1992 – 29 avril 1993       |       | PSI         | Amato I                  |
|                                                                                   | Luigi Spaventa (1934-2013)                  | 29 avril 1993 – 11 mai 1994        |       | Indépendant | Ciampi                   |
|                                                                                   | Giancarlo Pagliarini (1942)                 | 11 mai 1994 – 17 janvier 1995      |       | LN          | Berlusconi I             |
|                                                                                   | Rainer Masera (1944)                        | 17 janvier 1995 – 12 janvier 1996  |       | Indépendant | Dini                     |
|                                                                                   | Augusto Fantozzi (1940-2019)                | 12 janvier 1996 – 16 février 1996  |       | Indépendant | Dini                     |
|                                                                                   | Mario Arcelli (1935-2004)                   | 16 février 1996 – 18 mai 1996      |       | Indépendant | Dini                     |
|                                                                                   | Carlo Azeglio Ciampi (1920-2016)            | 18 mai 1996 – 31 décembre 1997     |       | Indépendant | Prodi I                  |
| Fusionné dans le ministère du Trésor, du Budget et de la Planification économique |                                             |                                    |       |             |                          |